# ئی‌ام‌دی جی‌ال۸
ئی‌ام‌دی جی‌ال۸ (انگلیسی: EMD GL8) یک لوکوموتیو دیزلی ساخت شرکت جنرال موتورز دیزل و الکترو-موتیو دیویژن بوده است.
این لوکوموتیو که مابین سال‌های ۱۹۶۰ تا ۱۹۶۵ تولید می‌شده دارای ۸ سیلندر و ۸۷۵ اسب بخار توان خروجی بوده است.